# Qiaze (sockenhuvudort i Kina, Tibet Autonomous Region, lat 31,71, long 93,17)
Qiaze (kinesiska: 恰则, Gaqingai, 嘎钦改, 恰则乡) är en sockenhuvudort i Kina. Den ligger i den autonoma regionen Tibet, i den sydvästra delen av landet, omkring 300 kilometer nordost om regionhuvudstaden Lhasa. Antalet invånare är 1 467. Befolkningen består av 680 kvinnor och 787 män. Barn under 15 år utgör 32 %, vuxna 15-64 år 63 %, och äldre över 65 år 4,0 %.
Runt Qiaze är det mycket glesbefolkat, med 4 invånare per kvadratkilometer. Närmaste större samhälle är Datang, 20,0 km söder om Qiaze. Trakten runt Qiaze består i huvudsak av gräsmarker.